# Dmytro Tschyhrynskyj
Dmytro Anatolijowytsch Tschyhrynskyj (ukrainisch Дмитро Чигринський, UEFA-Transkription Dmytro Chygrynskiy; * 7. November 1986 in Isjaslaw) ist ein ukrainischer Fußballspieler. Der Innenverteidiger steht bei Ionikos Nikea unter Vertrag und spielte für die ukrainische Nationalmannschaft.

## Karriere

### Verein

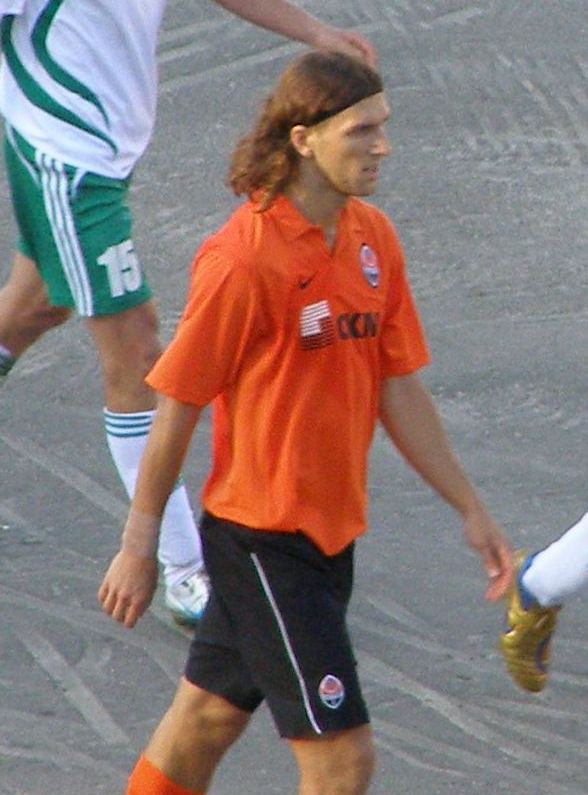
Dmytro Tschyhrynskyj im Juli 2008

Tschyhrynskyj spielt seit 2002 für den ukrainischen Club Schachtar Donezk. Er debütierte im Jahr 2004 im Alter von 17 Jahren für Donezk. 2005 spielte er vorübergehend bei Metalurh Saporischschja und kehrte nach einem Jahr zu Schachtar Donezk zurück. Seither ist er bei Schachtar Stammspieler. In der Saison 2007/08 wurde er zum Vizekapitän ernannt und war Mann des Spiels im ukrainischen Pokalfinale gegen Dynamo Kiew, das man – wie auch die ukrainische Meisterschaft – gewann. In der Saison 2008/09 konnte er mit Donezk den UEFA-Pokal gewinnen.
Im Sommer 2009 wechselte er für eine Ablösesumme von 25 Millionen Euro zum FC Barcelona. Er unterzeichnete einen Fünfjahresvertrag. Am 12. September 2009 gab Tschyhrynskyj sein Debüt für Barcelona im Ligaspiel gegen den FC Getafe. Tschyhrynskyj, der der erste Ukrainer im Trikot des FC Barcelona war, fiel es schwer, bei Barça einen Startplatz in der Innenverteidigung zu erobern, da Carles Puyol und Gerard Piqué gesetzt waren. Hinzu kam noch, dass er in der Champions League nicht spielberechtigt war, da er mit Donezk bereits in der Qualifikation gespielt hatte. So gewann er zwar mit Barcelona die spanische Meisterschaft 2010, war dabei aber nur zwölfmal eingesetzt worden.
Nach einer Saison kehrte er zu Donezk zurück. Er unterschrieb am 6. Juli 2010 einen Fünfjahresvertrag beim ukrainischen Meister, der für ihn 15 Millionen Euro an den FC Barcelona zahlte. Im Februar 2015 wechselte Tschyhrynskyj zu Dnipro Dnipropetrowsk. Dort blieb der Ukrainer bis zum Sommer des Folgejahres, als er sich AEK Athen anschloss. In Athen verbrachte er fünf Jahre, bevor er zu Ionikos Nikea wechselte.

### Nationalmannschaft
2006 wurde er als Nachrücker, da Serhij Fedorow kurzfristig ausgefallen war, ins Aufgebot der Ukraine für die WM 2006 berufen, kam aber zu keinem Einsatz. Mittlerweile hat Tschyhrynskyj 29 Länderspiele für die Ukraine bestritten und ein Tor geschossen.
Er war U-21-Nationalspieler der Ukraine und erzielte dort in elf Einsätzen zwei Tore. Bei der U-21-EM 2006 in Portugal wurde Tschyhrynskyj Vizeeuropameister und von der UEFA in die beste Mannschaft des Turniers gewählt.

## Erfolge

### Verein
- Ukrainische Meisterschaft: 2006, 2008
- Ukrainischer Pokal: 2008
- Ukrainischer Superpokal: 2008
- Spanische Meisterschaft: 2010
- UEFA-Pokal: 2009
- FIFA-Klub-Weltmeister: 2009[4]

### Nationalmannschaft
- U-21-Vize-Europameisterschaft: 2006
- WM-Teilnahme: 2006 (kein Einsatz)